# Ivica Račan
Ivica Račan (Ebersbach, 1944. február 24. – Zágráb, 2007. április 29.) horvát politikus, a Horvát Köztársaság 7. miniszterelnöke 2000 januárja és 2003 decembere között. Račan volt Horvátország első olyan miniszterelnöke, aki nem volt tagja a Horvát Demokratikus Közösségnek (HDZ), ugyanis a 2000-es parlamenti választást a Horvát Szociáldemokrata Párt (SDP) által vezetett ellenzéki koalíció nyerte meg, mely a függetlenség kivívása óta először került hatalomra.

## Élete
Račan 1944. február 24-én született a náci Németországban, Ebersbachban, ahol édesanyját, Marija Draženovićot a második világháború alatt munkatáborba internálták. Ő és édesanyja túlélték a szövetségesek drezdai bombázását, és napokig egy összedőlt épület alagsorában voltak betemetve. A háború után Račan visszatért Horvátországba, gyermek- és serdülőkorát Bródban töltötte, majd Zágrábba költözött, és beiratkozott a Zágrábi Egyetemre, ahol 1970-ben diplomázott a zágrábi jogi karon.

## Politikai pályája

### A rendszerváltás előtt
Račan 1961-ben a Horvátországi Kommunisták Szövetségének (SKH), a Jugoszláv Kommunisták Szövetsége (SKJ) horvát szervezetének tagjaként került a politikába a Horvát Szocialista Köztársaságban, mely akkor a Jugoszláv Szocialista Szövetségi Köztársaság része volt. A bródi gimnáziumban a kommunista ifjúsági szervezet elnöke volt. 1963-tól 1974-ig a Jugoszláv Társadalomkutató Intézetben dolgozott, ahol a munkás önigazgatás témakörét tanulmányozta és kutatta. Professzionális politikai pályafutása akkor kezdődött, amikor 1972-ben bekerült a Horvát Kommunisták Szövetsége központi bizottságába. Ez azután történt, hogy a bizottságban 6 hely felszabadult, mivel az előző 6 tisztviselő részt vett az 1971-es horvát tavasz mozgalmában és emiatt távozniuk kellett. Tagja és ideológiai főbiztosa volt az SKH kulturális bizottságának. 1982 és 1986 között a „Josip Broz Tito” politikai iskola igazgatója volt Kumrovecben. 1986-ban az SKH képviseletében megválasztották a Jugoszláv Kommunisták Szövetségének belgrádi elnökségébe.
Az 1980-as évek végén, az anti-bürokratikus forradalom idején a feszültség nőtt a Milošević-párti és Milošević-ellenes támogatók között, így 1989 őszén a horvát kommunisták Račant választották meg az SKH elnökének, mert ő védte leginkább a köztársaságok autonómiájának jogait, amelyeket a Miloševići vezetés meg akart szüntetni. Račan vezette a horvát delegációt az SKJ 14. pártkongresszusán, amelyet 1990. január végén tartottak. A kongresszuson Slobodan Milošević hívei domináltak, a szlovén és horvát delegációt pedig folyamatosan leszavazták. Szorgalmazták, hogy lemondjanak Jugoszlávia politikai jövőjéről szóló javaslataikról, kompromisszumra törekedjenek, illetve elutasították a különböző politikai reform és alkotmánymódosítási kísérleteket, amelyek elsősorban a szövetség decentralizálását célozták volna. Végül a szlovén delegáció kijelentette, hogy elhagyja a kongresszust. Milosevic megpróbálta rávenni Račant, hogy maradjon, de Račan azt válaszolta, hogy a kommunista párt a szlovének nélkül elfogadhatatlan. A horvát delegáció nélkül nem lehetett újra összehívni a kongresszust.

### Az ellenzék vezetőjeként
Račan irányítása alatt az SKH 1990 februárjában a Demokratikus Reform Pártjává nevezte át magát. Az 1990-es választáson SKH-SDP néven indult, megszerezte a szavazatok 26 százalékát, és a második helyen végzett a jobboldali Horvát Demokratikus Közösség (HDZ) mögött. Az 1990-es választási kampány során Račan a HDZ-t „veszélyes szándékok pártjaként” emlegette, mely nagy vitákat kavart. Pártja ugyan elveszítette a választásokat, de továbbra is a második legnagyobb parlamenti párt maradt, így Račan a modern Horvátország történetének első ellenzéki vezetőjeként folytathatta politikai pályafutását. Az SKH-SDP nevű párt azonban hamar árnyéka lett korábbi önmagának. Tagságának többsége, beleértve a legmagasabb rangú tisztségviselőket is, átállt a HDZ-hez, miközben megkezdődött Jugoszlávia felbomlása, kitört a szerbek lázadása és az azt követő háború. A háború 1991-ben tovább radikalizálta a horvát közvéleményt. Ilyen körülmények között Račant inkább pártja túlélése érdekelte, mintsem Franjo Tuđman uralmának megkérdőjelezése, még akkor is, ha ez Tuđman politikai döntéseinek eltűrését jelentette, mint például a munkások tulajdonában lévő vállalatok államosítását és a privatizációt.
Ilyen körülmények között Račan átadta az ellenzéki vezetői címet a Dražen Budiša vezette Horvát Szociálliberális Pártnak (HSLS). Az SDP a következő, 1992-es általános választáson már alig tudta átlépni a küszöböt, de így is sikerült a legnagyobb szociáldemokrata erőnek lennie. 1994-ben az SDP bekebelezte a nálánál is kisebb Horvát Szociáldemokraták (SDH) Pártját, és a HSLS mellett hamarosan Tuđman két fő alternatívájának egyike lett. Ugyanebben az évben Miko Tripalo, a Horvátországi Szociáldemokrata Akció (SDAH) elnöke megpróbált egy teljesen baloldali pártkoalíciót rákényszeríteni a horvát politikai spektrumra, de Račan és az SDP vezetőbizottsága elutasította az ötletet, és így később az egyetlen jelentős baloldali párt maradt. Az 1995-ös honvédelmi háború befejezését követően a horvát választókat egyre inkább foglalkoztatták a szociális kérdések, és ilyen körülmények között az SDP fokozatosan elkezdte megszilárdítani a támogatottságát más ellenzéki pártok, elsősorban a szociálliberálisok, az HSLS rovására. Ez nyilvánvalóvá vált az 1995-ös általános választásokon, ahol az SDP a második helyen végzett, és az 1997-es horvát elnökválasztáson, amely a legnagyobb ellenzéki párt státuszát biztosította számára.

### A kormányfői tisztségben
1998 augusztusában Račan és Budiša koalíciós megállapodást írt alá, majd két évvel később megnyerték a 2000-es választásokat, amivel egy évtized után kiszorították a HDZ-t a hatalomból. A választást követően Račan Horvátország miniszterelnöke lett, és az SDP, a HSLS, a Horvát Parasztpárt (HSS), a Liberális Párt (LS), a Horvát Néppárt (HNS) és az Isztriai Demokratikus Szövetség (IDS) minisztereivel hatpárti balközép kormányt alakított.
Račant, akárcsak az újonnan megválasztott elnököt, Stjepan Mesićet, kezdetben új, reformista vezetőként üdvözölték, aki a horvát tekintélyelvű és nacionalista múlttal való szakítást szimbolizálta. Miközben Račan demokrata volt, a modern horvát történelem első koalíciója nem volt hatékony. Kormányzási stílusa, amelyet néha az „odlučno možda” (döntően talán) kifejezéssel jellemeztek, frakcióküzdelmeket generált. Račannak olyan kompromisszumkereső álláspontot kellett elfogadnia, amely korlátozta a kormány azon képességét, hogy teljes mértékben elköteleződjön a tennivalói mellett.
Račan újabb problémákkal szembesült, amikor fő koalíciós partnere, Budiša veszített a 2000-es horvát elnökválasztáson. Emiatt Budiša elveszítette jelentőségét a kormányban, így frusztrált lett, és egyre több bajt okozott. Ez végül szakításhoz vezetett Budisával, aki nacionalistább megközelítést alkalmazott a horvát hadsereg tábornokai ellen, a volt Jugoszláviával foglalkozó Nemzetközi Büntető Törvényszék (ICTY) által felhozott vádak kezelésében. Ez a szakadás más kérdésekben is hatással volt Račan kormányára. Az IDS volt az első, aki 2001 júniusában kilépett a koalícióból. Račan 2002. július 5-én kényszerült hivatalos lemondásra, miután koalíciós partnere, a HSLS akadályozta a Szlovéniával kötött, a közös tulajdonban lévő Krško atomerőmű státuszáról szóló létfontosságú megállapodás ratifikálását. Ez a párt kettészakadásához vezetett, amelynek eredményeként a HSLS fő frakciója elhagyta a kormánykoalíciót. A másik rész egy különálló frakciót alakított, amely egy új pártot hozott létre LIBRA néven, amely a kormányban maradás mellett döntött. Ez lehetővé tette Račan számára, hogy egy kissé módosított kormányt alakítson, amely a következő, 2003-as választásokig hatalmon marad.
Račan legjobb eredményeit a külpolitika terén érte el. Sikeresen kiemelte Horvátországot a Tuđman-korszakban kialakult félig elszigetelt helyzetéből, és elindította az országot az Európai Uniós tagság felé. Miniszterelnöksége alatt Horvátország alkotmányát módosították, így Horvátország a félig elnöki rendszerből parlamentáris demokráciává változott, mely több hatalmat biztosított a parlamentnek és a miniszterelnöknek. Az újdonságok közé tartozott, hogy a a kormány munkáját egy „nyitott ajtók napjával” tárta a nyilvánosság elé, és rendszeres sajtótájékoztatókat tervezett, ami szöges ellentétben állt a korábbi kormányokkal, amelyek többnyire kerülték a média figyelmét. 2002-ben az ausztriai Bleiburgba látogatott, és részt vett a jugoszláv partizánok náci kollaboránsok üldözéséről tartott éves összejövetelén.
Hivatali ideje alatt Horvátország gazdaságilag is fejlődött. A nyugati nyitás új tőkebeáramlást hozott, ami elősegítette Horvátország GDP-növekedésének megugrását, amely a Račan-kormány éveiben évi 5% körüli volt, ami a korábbi évekhez képest magasabb volt. A kormány vállalta a reformok sorozatát az állami és a kormányzati szektorban, továbbá nagy építési projekteket indított el, mint például a megfizethető lakhatási program, valamint a két legnagyobb várost Zágrábot és Splitet összekötő A1-es autópálya építése, amelyre turisztikai jelentősége miatt régóta vágytak. Račan kezdte el a Horvátország és a szomszédos Szerbia, valamint más volt jugoszláv köztársaságok közötti múltbeli sebek begyógyítását is, de sok kritikát is ki kellett állnia az ICTY-vizsgálatokról szóló ügyekben. A jobboldali politikai oldalról hazafiatlanként és a nemzeti érdekek árulójaként támadták, míg a liberális-baloldalról azzal vádolták, hogy nem tesz eleget a jobboldali szélsőségek elleni küzdelemben, és keveset tesz a „Tuđmanizmus” felszámolásában. 2001 februárjában hatalmas nyilvános felzúduláson kellett úrrá lennie, amikor az ICTY vádat emelt a szökésben levő Mirko Norac ellen. A konfliktus akkor érte el a tetőpontját, amikor százezer ember kezdett tüntetni a spliti Riván a kormány ellen, és puccs veszélye forgott kockán. Az incidens csak akkor csendesedett el, amikor Račan alkut kötött Carla del Pontéval, aki megígérte, hogy Norac ellen Horvátországban emelnek vádat.
2001 júliusában megérkezett a vádemelés Ante Gotovina ellen, de Račan késlekedett annak elfogadásával, mert úgy érezte, hogy a vád egyes részei rosszul fogalmazták és negatívan írtak benne a horvát függetlenségi harcról. Mivel Gotovinát ezalatt nem tartóztatták le, sőt nem is megfigyelték, száműzetésbe menekült, ami egészen 2005-ös letartóztatásáig tartott. Ez súlyos csapást mért az EU-val folytatott horvát tárgyalási folyamatra. Az ICTY utolsó nagyobb botránya 2002 szeptemberében történt, amikor megszületett Janko Bobetko vádemelése. Bobetko akkoriban rossz egészségi állapotban volt, ezért nem volt hajlandó elhagyni otthonát, és felfegyverzett emberekkel vette körül magát. Račan attól tartott, hogy ha Bobetko meghal a hágai szállítás során, az országos lázadást okozna a jobboldali lakosság körében. Račan elutasította a vádemelést, Horvátország pedig ezen a ponton a nemzetközi elszigetelődés kockázatával szembesült. Račan végül rávette Bobetkót, hogy hagyja el a házát, és menjen a kórházba. A helyzet 2003 áprilisáig feszült volt, amikor Bobetko meghalt. Halála után a vádemelést ejtették, és Horvátország folytatta a tárgyalásokat.
Račant a Szlovéniával a Pirani-öbölről szóló 2001-es ratifikációs megállapodása miatt is kritizálták. Račan megpróbálta javítani Szlovéniával az EU-tárgyalásokhoz szükséges kapcsolatokat, így olyan megállapodást kötött, amely az öböl területének 80%-át biztosította Szlovéniának, és kijutást biztosított. nemzetközi vizekre, de Horvátországnak továbbra is maradna közös határa Olaszországgal. A megállapodást hevesen támadta a közvélemény, és a parlament akkori elnöke, Zlatko Tomčić azt állította, hogy nem tudta, mekkora területet kapott Szlovénia, amíg az új öböltérkép meg nem jelent a „Slobodna Dalmacija” című újságban. A megállapodást később elutasították, és a miniszterelnök nem írta alá, így soha nem valósult meg.

### Ismét ellenzékben
Racan balközép koalíciója a 2003. novemberi választást követően elvesztette többségét a parlamentben. Az SDP ezúttal nem hozott létre olyan nagy koalíciót, mint az előző választásokon, ami sok szavazatába került. Az eddigi szövetséges HSS úgy döntött, egyedül indul, és csatlakozik ahhoz a párthoz, amelyik megnyerte a választásokat. Ez a taktika azonban pusztítónak bizonyult számukra. A HNS-szel való koalíciót Račan ismeretlen okokból elutasította, ami szintén hibának bizonyult. Račan nem sokkal a választási eredmények kihirdetése után elismerte a vereséget. Korábbi koalíciós partnerei támadták, amiért ilyen korán elismerte a vereséget, mert úgy gondolták, hogy megpróbálhatnak egy újabb nagy koalíciót kikényszeríteni. Račan azonban nem bízott abban, hogy egy ilyen nagykoalíció stabil lenne. Miniszterelnöki tisztsége hivatalosan 2003. december 23-án szűnt meg, amikor a horvát parlament megválasztotta utódját Ivo Sanadert, a HDZ elnökét.
A közvélemény-kutatások szerint az SDP továbbra is a legnépszerűbb ellenzéki párt maradt, Ivica Račant pedig a horvát ellenzék vezetőjének tekintették. Miközben miniszterelnökként határozatlannak tartották, nagyon ügyesen tartotta meg több mint tizenöt éven keresztül az SDP vezetői tisztségét, 2006-ban azonban nyilvánosan kijelentette, hogy nem áll szándékában újra jelöltetni magát a pártelnöki posztra.

## Betegsége és halála
2007. január 31-én Račan bejelentette, hogy egészségi okok miatt ideiglenesen elhagyja a közéletet. A párt elnöki tisztét Željka Antunović, az SDP addigi alelnöke vette át. Miután a vállában rákot diagnosztizáltak egészségi állapota kezdett romlani. Februárban Račan két műtéten esett át, hogy eltávolítsák a rákos daganatokat a veséjéből, a húgyutakból és a vállából. Április 4-én bejelentették, hogy a vizsgálatok áttéteket mutattak ki az agyában. Április 11-én lemondott az SDP elnökségéről. 2007. április 12-én reggel állapotát kritikusnak minősítették. Ezt követően arról számoltak be, hogy nem tud kommunikálni, és erős altatás alatt áll. 2007. április 29-én hunyt el a zágrábi klinikai kórházközpontban. Temetése május 2-án volt a zágrábi Mirogoj temetőben. Kérésének megfelelően csak tizenkét legközelebbi barát és családtag volt jelen. Az SDP külön megemlékezést szervezett a Lisinski Hangversenyteremben, amelyen jelen volt az elnök, a miniszterelnök, számos más méltóság és párttag.

## Családja
Ivica Račan háromszor nősült. Első házasságából két fia született, Ivan és Zoran. Első felesége, Agata Špišić a horvát alkotmánybíróság bírája volt. Második felesége Jelena Nenadić az 1980-as években a Kumrovec politikai iskolában volt könyvtáros, harmadik felesége, Dijana Pleština pedig az ohiói Wooster College politológia professzora volt. Önmagát agnosztikusnak vallotta.

## Fordítás
Ez a szócikk részben vagy egészben  az   Ivica Račan című angol Wikipédia-szócikk ezen változatának fordításán alapul.  Az eredeti cikk szerkesztőit annak laptörténete sorolja fel. Ez a jelzés csupán a megfogalmazás eredetét és a szerzői jogokat jelzi, nem szolgál a cikkben szereplő információk forrásmegjelöléseként.